# إدواردو ساشا
إدواردو ساشا (24 فبراير 1992 ببورتو أليغري في البرازيل - ) هو لاعب كرة قدم إيطالي وبرازيلي في مركز الوسط. لعب مع نادي إنترناسيونال ونادي غوياس.

## روابط خارجية
- إدواردو ساشا على موقع إي إس بي إن إف سي (الإنجليزية)
- إدواردو ساشا على موقع قاعدة بيانات كرة القدم.إي يو (الإنجليزية)
- إدواردو ساشا على موقع Soccerway.com (الإنجليزية)
- إدواردو ساشا على موقع عالم كرة القدم.نت (الإنجليزية)
- إدواردو ساشا على موقع AS.com (الإسبانية)